# Usine Stellantis de Porto Real
Le site Stellantis de Porto Real (anciennement, usine PSA de Porto Real) est une usine d'assemblage automobile située dans l'état de Rio de Janeiro, au Brésil.
Le nom officiel de l'usine est Polo Industrial Brasil (PIBR).

## Historique
L'accord pour la construction de l'usine de Porto Real entre le groupe PSA et le gouvernement de l'état de Rio de Janeiro est signé en janvier 1998. 
Le lancement de la production démarre en décembre 2000 avec le début de l'industrialisation du Citroën Xsara Picasso. L'usine est inaugurée 3 mois plus tard, en février 2001. 
En avril 2001, la Peugeot 206 rejoint le Xsara Picasso sur les chaînes d'assemblage. 
En mars 2002, une usine de fabrication de moteurs est construite sur le site de Porto Real. Elle fabrique des moteurs 1.6 litre. 
L'usine devient rentable pour la première fois en 2007. 
En mars 2008 l'usine passe le seuil du demi-million de véhicules produits. En juin de la même année, c'est le cap du demi-million de moteurs fabriqués qui est dépassé. 
Marché stratégique pour PSA, Philippe Varin a annoncé en mars 2010 que les capacités du site passeraient de 150 000 à 220 000 unités par an d'ici 2012. En 2010, le groupe lance le pick-up Peugeot Hoggar, développé spécialement pour le marché sud-américain, puis de nouveaux moteurs en plus des 1,4 litre et 1,6 litre flex fuel et essence, assemblés localement depuis mars 2002.
En octobre 2012, l'usine fête son premier million d'automobiles produites. En juin 2017, le site passe le cap du million et demi de véhicules.

## Modèles construits

### Peugeot
- Peugeot 206
- Peugeot 206 SW
- Peugeot 206+ (localement appelée 207 Compact ; son dérivé 4 portes, la Peugeot 207 Sedan/Passion ; son dérivé break, le Peugeot 207 SW ; sa version cross, la Peugeot 207 Escapade)
- Peugeot Hoggar
- Peugeot 208 I
- Peugeot 2008 I[6]

### Citroën
- Citroën Xsara Picasso
- Citroën C3 I[7]
- Citroën C3 Aircross (et autres versions destinées au marché sud-américain : Citroën Aircross et Citroën C3 Picasso)
- Citroën C3 II[7]
- Citroën C4 Cactus
- Citroën C3 IV "CC21"[8]

## Sources
1. ↑  (en) « Group PSA in Brazil », sur Brazil (consulté le 7 juin 2021)
2. ↑  (en) « Sales surge for Europeans in Brazil », sur Automotive News Europe, 3 février 2008 (consulté le 11 avril 2022)
3. ↑  « PSA va investir 530 millions d'euros au Brésil », Les Echos, 25 mars 2010 (consulté le 28 mars 2010)
4. ↑  (pt-BR) Talita Morais, « PSA Peugeot Citroën completa 15 anos de produção de veículos no Brasil », sur GARAGEM 360, 2 février 2016 (consulté le 7 juin 2021)
5. ↑  (pt-BR) Bruno Moraes- www.bmoraes.com, « PSA chega a 1,5 milhão de veículos produzidos no Brasil », sur AUTOMOTIVE BUSINESS (consulté le 7 juin 2021)
6. ↑  « Lancement de la production de la Peugeot 208 au Brésil - News Féline », sur www.feline.cc, 30 janvier 2013 (consulté le 24 mai 2021)
7. 1 2  (pt-BR) « Apesar da chegada da nova geração, antigo C3 será vendido até dezembro », sur BlogAuto, 9 août 2012 (consulté le 14 octobre 2021)
8. ↑  (pt-BR) Redação, « Fábrica da Stellantis em Porto Real passa a operar em dois turnos », sur Autos Segredos, 30 août 2022 (consulté le 8 septembre 2022)